# الدوري السوري الممتاز 2015–16
الدوري السوري الدرجة الأولى 2015-2016 هو البطولة الرئيسية لكرة القدم في الجمهورية العربية السورية.
يعلب الدوري السوري من دورين. الدور الأول يُلعب بنظام المجموعتين في دورين ذهاب واياب، بمجموعتين وكل مجموعة تضم عشرة فرق، ويتأهل الفرق الثلاثة الأوائل من كل مجموعة ليلعبوا الدور الثاني بمجموعة واحدة بنظام المرحلة الواحدة وهذه المجموعة ستحدد بطل الدوري، فيما يهبط الفريقان الاخيران من كل مجموعة إلى الدرجة الثانية.

## المجموعات
- المجموعة الأولى:

1. الجيش.
2. جبلة.
3. الكرامة.
4. المجد.
5. حطين.
6. الطليعة.
7. المحافظة.
8. الحرية.
9. الجزيرة.
10. أمية.

- المجموعة الثانية:

1. الشرطة.
2. الوحدة.
3. الاتحاد.
4. تشرين.
5. الوثبة.
6. النواعير.
7. النضال.
8. الفتوة.
9. الجهاد.
10. مصفاة بانياس.